# BBVA Field
El BBVA Field es un estadio de fútbol de Birmingham, Alabama, Estados Unidos, ubicado en el campus de la Universidad de Alabama en Birmingham (UAB), fue construido en 2015 para sus equipos de fútbol de los UAB Blazers. La construcción del estadio fue financiada por BBVA Estados Unidos.
En febrero de 2018 fue aprobada una inversión de $7.3 millones para expandir el estadio de 2.500 a 5.000 espectadores. Este dinero fue aportado en gran parte por el Birmingham Legion FC de la USL, quienes acordaron usar la instalación como estadio por ocho años. arrendamiento para jugar en el estadio a partir de 2019 por $350,000 anuales.